# مسة (طعام)
المَسَة (بالإسبانية: masa de maíz) هي عجينة ذرة من الذرة المطبوخة المطحونة.يُصنع منها ترتية الذرة والجُرثيتة والتَّمال والبُبوسة والعديد من أطباق أمريكة اللاتينية الأخرى. يجفف ويطحن ليصبح طحينًا يسمى دقيق المَسَة. يعاد تكوين المسة من دقيق المَسَة عن طريق خلطها بالماء قبل استخدامها في الطهي. 

## التحضير
تُجفف حبوب الذرة الحقل ثم تعالج بطهي الحبوب الصلبة الناضجة في محلول مخفف من الجير المطفأ (هيدروكسيد الكالسيوم) أو رماد الخشب ثم تركها تنقع لعدة ساعات. ثم تُغسل الذرة المنقوعة جيدًا لإزالة المذاق غير المستساغ للقلويات. تسمَّى هذه العملية nixtamalization وهي تنتج hominy والتي تُطحن إلى عجينة جافة نسبيًا لإنتاج المَسَة الطازجة. يمكن بيع المَسَة الطازجة أو استخدامها مباشرة أو يمكن تجفيفها وخلطها وجعلها مسحوقًا لتكون دقيق المَسة.
الجير والرماد شديدا القلوية يساعدان في إذابة الهِميسليلوز المكون الرئيس الشبيه بالصمغ في جدران خلايا الذرة وتفكيك القشر من الحبوب وتجفيف الذرة. تُقسم بعض زيوت الذرة إلى عوامل استحلاب (أحادي الجليسريد وثنائي الجليسريد) ، في حين يُسهل ارتباط بروتينات الذرة ببعضها البعض. يعمل الكالسيوم ثنائي التكافؤ في الجير عاملً ربط متقاطع للسلاسل الجانبية الحمضية للبروتين وعديد السكاريد. 
- دقيق الذرة